# Neonsaxen
Neonsaxen är en rörlig ljusreklam i neon vid Hägerstensvägen 103 i södra Stockholm.

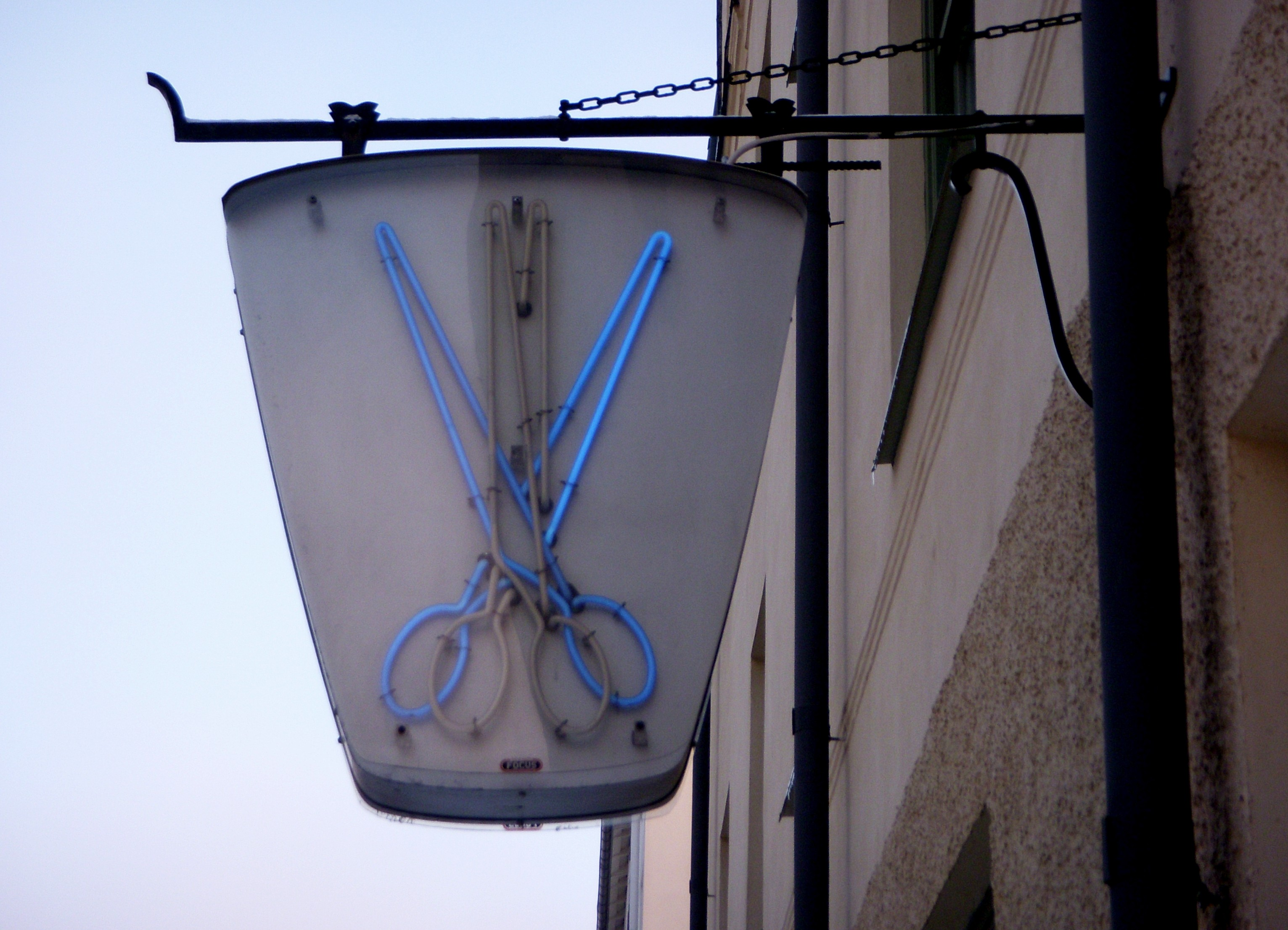
Neonsaxen, dagtid.

Den rörliga saxen tillhör kategorin "hantverksskyltar" som förr var mycket vanliga utanför hantverksbutiker som skomakaren, hattmakaren, skräddaren, målarmästaren eller frisören. Skoaffären hade en sko, målaren en pensel och skräddaren samt frisören hade en sax. Dessa symboler skapades även i neon från slutet av 1920-talet.
Neonsaxen på Hägerstensvägen är av nyare datum, men tar upp den gamla traditionen. Skylten tillhör frisersalongen Guldlocken som har funnits sedan mitten av 1950-talet på denna plats. Nuvarande neonskylt sattes upp i slutet av 1980-talet när en ny ägare tog över rörelsen. Skylten är utformad som en flaggskylt och visar en öppen och en stängd sax i blålysande, friliggande neonrör. Därigenom att rören tänds växelvis, ser det ut som om saxen klipper. Den klippande saxen finns på skyltens båda sidor och den tillverkades av Focus Neon.
Smideskonsolen till skylten härrör från tidigt 1900-tal när byggnaden var nyuppförd. Då fanns det troligen en mjölkaffär i huset.